# David Whitwell
David Whitwell (Ardmone, Oklahoma, 25 oktober 1937) is een Amerikaans componist, muziekpedagoog, musicoloog en dirigent.

## Levensloop
Whitwell deed zijn muziekstudies aan de Universiteit van Michigan, in Ann Arbor en gradueerde met grote onderscheiding. Verder studeerde hij aan de Catholic University of America, in Washington, D.C. en promoveerde als Ph. D. in musicologie. Hij voltooide zijn studies voor orkestdirectie bij Eugene Ormandy aan de Akademie für Musik in Wenen, Oostenrijk.
Na zijn studies was hij eerste hoornist in de United States Air Force Band en het United States Air Force Orchestra in Washington, D.C. en gaf concerten binnen en buiten de Verenigde Staten, vooral in Azië. Verder gaf hij recitals in Zuid-Amerika in samenwerking met het United States State Department.
Zijn pedagogische carrière begon aan de Temple University, in Philadelphia, Pennsylvania. Dan werd hij directeur van de orkesten van de Universiteit van Montana in Missoula. In 1969 werd hij aan de California State University - Northridge (CSUN) beroepen en bleef daar tot zijn pensionering in 2005. In de tijd aan de CSUN heeft hij het California State University Wind Ensemble op een hoog niveau gebracht en verwierf met dit orkest internationale bekendheid. Zo was dit orkest in 1981 en 1989 in Europa, onder ander ook op het Wereld Muziek Concours te Kerkrade, en in 1985 in Japan. Whitwell is gastprofessor aan meer dan negentig Universiteiten en conservatoria in de Verenigde Staten en in vierentwentig in het buitenland, waaronder ook in de Volksrepubliek China. Hij heeft seminaren en cursussen gehouden in Oostenrijk, Verenigd Koninkrijk, Duitsland, Nederland, Bolivia, Peru, Portugal, Korea en de Verenigde Staten.
Ook als gastdirigent werkt hij met grote orkesten samen, zoals het Philadelphia Orchestra, het Seattle Symphony Orchestra, de orkesten van de Tsjechische Radio in Brno en Bratislava, het nationale jeugdorkest van Israël alsook met harmonieorkesten in Europa, Azië en in het Midden-Oosten.
Whitwell was president van de College Band Directors National Association (C.B.D.N.A.), is lid van het bestuur van de Internationale Gesellschaft zur Förderung und Entwicklung der Blasmusik (IGEB) en behoorde bij het stichtingsbestuur van de World Association for Symphonic Bands and Ensembles (WASBE). Verder is hij erelid van de nationale broederschap voor muziek Kappa Kappa Psi. In september 2001 was hij delegatielid op de UNESCO Conference on Global Music in Tokio.
Vooral is hij bekend voor zijn meer dan 114 bijdragen voor de literatuur over harmoniemuziek, zoals in Music and Letters in Londen, in de London Musical Times, het Mozart-Jahrbuch te Salzburg alsook voor de 38 boeken voor harmoniemuziek, onder andere de History and Literature of the Wind Band Ensemble met 13 volumes en de serie Aesthetics in Music met 8 volumes naast zijn 350 werken over vroege harmoniemuziek.
Als componist schreef hij onder andere vijf symfonieën.

## Composities

### Werken voor harmonieorkest
- 1987 Lyric Symphony
- 1987 Symphony Nr. 1
- 1988 Sinfonia da Requiem In Memory of Mozart
  1. Requiem Aeternum (Rest Eternal)
  2. Tuba Mirum (The Trumpet Shall Sound)
  3. Dies Irae (Dreaded Day, Day of Ire)
  4. Lacrymosa (Mournful day)
  5. Libera Me (Deliver Me from Everlasting Death)
- 1989 A Hamlet Symphony - Symfonie nr. 3
- 1990 A Symphony of Songs - Symfonie nr.4
- 1991 Sinfonia Italia
- 1997 Jubiläum!

## Publicaties
- David Whitwell: Music for voices and brass ensemble. in: Chorus America No. 53 (December 1964), Montana State University, Missoula, Montana.
- David Whitwell: College and University Band: An Anthology of Papers. Music Educators Natl, June 1977. ISBN 0940796007
- David Whitwell: History and Literature of the Wind Band and Wind Ensemble: The Wind Band and Wind Ensemble before 1500. Volume 1. Winds: Northridge, CA. 1982. ISBN 9996027511
- David Whitwell: History and Literature of the Wind Band and Wind Ensemble: The Renaissance Wind Band and Wind Ensemble. Volume 2. Winds: Northridge, CA. 1982. ISBN 999602752X
- David Whitwell: History and Literature of the Wind Band and Wind Ensemble: The Baroque Wind Band and Wind-Ensemble. Volume 3. Winds: Northridge, CA. 1982. ISBN 9996027546
- David Whitwell: History and Literature of the Wind Band and Wind Ensemble: The Classic Wind Band and Wind-Ensemble. Volume 4. Winds: Northridge, CA. 1983.
- David Whitwell: History and Literature of the Wind Band and Wind Ensemble: The 19th Century Wind Band and Wind-Ensemble. Volume 5. Winds: Northridge, CA. 1983. ISBN 9996027635
- David Whitwell: History and Literature of the Wind Band and Wind Ensemble: A Catalog of Multi-part Instrumental Music for Wind Instruments or for Undesignated Instrumentation before 1600. Volume 6. Winds: Northridge, CA. 1983. 132 p. ISBN 9996027619
- David Whitwell: History and Literature of the Wind Band and Wind Ensemble: A Catalog of Baroque Multi-part Instrumental Music for Wind Instruments or for Undesignated Instrumentation. Volume 7. Winds: Northridge, CA. 1983. ISBN 9996027597
- David Whitwell: History and Literature of the Wind Band and Wind Ensemble: Wind Band and Wind Ensemble Literature of the Classic Period. Volume 8. David Whitwell. Winds: Northridge, CA. 1983. 396 p. ISBN 9996027643
- David Whitwell: History and Literature of the Wind Band and Wind Ensemble: Wind Band and Wind Ensemble Literature of the 19th Century. Volume 9. David Whitwell. Winds: Northridge, CA. 1984. 582 p. ISBN 9996027651
- David Whitwell: Band music of the French revolution, Tutzing: Hans Schneider Verlag, 1979, 212 p., ISBN 37-9520-276-0
- David Whitwell: New History of Wind Music. in: The Instrumentalist Co, June 1976. ISBN 0686158997
- David Whitwell: Chopin, a Self-Portrait in His Own Words. Winds, Northridge. December 1986. ISBN 9997493710
- David Whitwell: College and University Band: An Anthology of Papers. Music Educators Natl, June 1977. ISBN 0940796007
- David Whitwell: The Longy Club: A Professional Wind Ensemble in Boston (1900-1917). in: American Music, Vol. 7, No. 2 (Summer, 1989), pp. 220-221
- David Whitwell: A Concise History of the Wind Band. Northridge, CA. Winds, 1985.
- David Whitwell: A Supplementary Catalog of Wind Band and Wind Ensemble Sources in European Libraries, Winds, Northridge, California, 1990.
- David Whitwell: Band music of the French revolution, Tutzing: Hans Schneider Verlag, 1979, 212 p., ISBN 37-9520-276-0